# Bahlburger Bruch
Der Bahlburger Bruch ist ein Naturschutzgebiet in der niedersächsischen Stadt Winsen (Luhe) und den Gemeinden Garstedt und Wulfsen in der Samtgemeinde Salzhausen im Landkreis Harburg.

## Geografie
Das Naturschutzgebiet mit dem Kennzeichen NSG LÜ 151 ist 42 Hektar groß und liegt südwestlich von Bahlburg, östlich von Wulfsen und nordöstlich von Garstedt. Es ist fast vollständig Bestandteil des FFH-Gebietes „Gewässersystem der Luhe und unteren Neetze“.
Durch das Schutzgebiet verläuft die Trasse der Bahnstrecke Wittenberge–Buchholz zwischen Jesteburg und Lüneburg. Die Gleise sind teilweise demontiert.

## Schutzzweck
Es stellt einen Laubwald – überwiegend Eichen-Hainbuchenwald – mit gut ausgebildeter Strauch- und Krautschicht auf frischen Sandböden sowie Erlen-Eschen-Au- und -Sumpfwälder unter Schutz. Im Wald sind verhältnismäßig viele alte Bäume und Totholz zu finden.
Zahlreichen Tierarten wie Vögeln, Säugetieren (insbesondere Fledermäuse), Reptilien und Amphibien, wie dem Feuersalamander, bietet das Naturschutzgebiet einen wichtigen Lebensraum.
Das Gebiet steht seit dem 16. Juli 1987 unter Naturschutz. 2020 soll eine Neuausweisung stattfinden, da die vorherige NSG-Verordnung formal nicht den Anforderungen der FFH-Richtlinie entspricht und durch eine neue EU-konforme Verordnung ersetzt werden muss. Zuständige untere Naturschutzbehörde ist der Landkreis Harburg.